# Baltimore Skipjacks
Die Baltimore Skipjacks waren ein US-amerikanisches Eishockeyfranchise der American Hockey League aus Baltimore, Maryland. Die Spielstätte der Skipjacks war die Baltimore Arena.

## Geschichte
Die Baltimore Skipjacks, die 1981 gegründet wurden, spielten in ihrer Premierenspielzeit in der Atlantic Coast Hockey League, ehe sie vor der Saison 1982/83 mit den Erie Blades aus der American Hockey League fusionierten, in der sie fortan spielten. Der Trainer der Erie Blades, Lou Angotti, und 16 weitere Spieler der Mannschaft wechselten zu den Skipjacks. Als einziger Spieler aus Baltimores Gründungssaison blieb Tom Jacobs dem Team erhalten. Größter Erfolg der Clubgeschichte war neben dem Gewinn der regulären Saison 1983/84 das Erreichen des Finales um den Calder Cup in der Saison 1984/85. In der Best-of-Seven-Serie unterlag Baltimore den Sherbrooke Canadiens mit 2:4.
Vor der Saison 1993/94 wurde das Team nach Portland, Maine, umgesiedelt, wo es seitdem als Portland Pirates spielt. Die in Baltimore entstandene Lücke wurde von den Baltimore Bandits gefüllt, die von 1995 bis 1997 ebenfalls in der American Hockey League aktiv waren.

## Team-Rekorde

### Karriere
| Rekord             | Anzahl | Spieler                    |
| ------------------ | ------ | -------------------------- |
| Spiele             | 325    | Phil Bourque               |
| Tore               | 119    | Mitch Lamoureux            |
| Assists            | 133    | Mitch Lamoureux            |
| Punkte             | 252    | Mitch Lamoureux            |
| Strafminuten       | 868    | Gary Rissling              |
| Siege als Torhüter | 55     | Jim Hrivnak                |
| Shutouts           | 5      | Jim Hrivnak Steve Guenette |

### Saison
| Rekord          | Anzahl | Spieler                    |
| --------------- | ------ | -------------------------- |
| Tore            | 57     | Mitch Lamoureux, 1982–1983 |
| Assists         | 81     | Mike Gillis, 1982–1983     |
| Scorerpunkte    | 113    | Mike Gillis, 1982–1983     |
| Strafminuten    | 353    | Mitch Wilson, 1986–1987    |
| Gegentorschnitt | 2,63   | Jon Casey, 1984–1985       |
| Fangquote       | 94,2 % | Don Beaupre, 1990–1991     |

## Bekannte ehemalige Spieler
| - Don Beaupre - Phil Bourque - Steve Carlson - Byron Dafoe - Keith Jones - Claude Julien | - Steve Konowalchuk - Olaf Kölzig - Mitch Lamoureux - / Rob Leask - Troy Loney - Ted Nolan | - John Purves - Stéphane Richer - Gary Rissling - Reggie Savage - John Slaney - Michel Therrien - Ian Turnbull |